# Chopin The Nocturnes
Chopin The Nocturnes é um álbum do pianista Nelson Freire que homenageia um outro pianista Frédéric Chopin, que vendeu mais de 40 mil cópias no Brasil, sendo certificado com Disco de Ouro pela ABPD em 2010.

## Vendas e certificações
| País          | Certificação | Vendas  |
| ------------- | ------------ | ------- |
| Brasil - ABPD | Ouro         | 40,000+ |